# Relaciones Brasil-Santa Sede
Las relaciones Brasil–Santa Sede hacen referencia a las relaciones diplomáticos entre la República Federativa de Brasil y la Santa Sede. El catolicismo fue introducido en Brasil en 1500 por Portugal y es la fe predominante del país. Brasil también tiene la población católica más grande del mundo. Desde la adopción de la Constitución en 1891, Brasil es una nación secular.

## Historia
Poco después de que Brasil declaró su independencia en 1822, Brasil y la Santa Sede establecieron relaciones diplomáticas. En 1826, el primer enviado brasileño a la corte papal llegó a Roma. La embajada de Brasil ante la Santa Sede se encuentra entre las representaciones diplomáticas brasileñas más antiguas en el extranjero. En noviembre de 1871, el Emperador Pedro II de Brasil visitó el Vaticano y se reunió con el Papa Pío IX.
En 1872, se produjo una crisis entre ambas naciones con respecto a la Cuestión religiosa cuando el gobierno imperial brasileño quería reformar la iglesia y nombró una serie de obispos reformadores. En 1891, Brasil se convirtió en una nación secular con la adopción de una Constitución republicana. En 1919, la representación brasileña ante la Santa Sede fue elevada a la categoría de embajada.
En junio de 1980, el Papa Juan Pablo II se convirtió en el primer Papa en visitar Brasil, y recorrió la nación durante dos semanas. En 1986, el presidente brasileño José Sarney se convirtió en el primer jefe de Estado brasileño en visitar el Vaticano. Desde las visitas iniciales, habría varias más visitas papales y presidenciales entre ambas naciones.
En noviembre de 2008, durante su segunda visita al Vaticano, el presidente Luiz Inácio Lula da Silva firmó un acuerdo con la Santa Sede sobre el estatuto legal de la Iglesia católica en Brasil, que consolida las reglas para las actividades de la Iglesia en el país. El objetivo principal del acuerdo es dar mayor seguridad jurídica a las relaciones de Brasil con la Santa Sede, siempre y cuando con el principio secular del estado. El acuerdo ha estado en vigor desde 2010.
En 2013, la Presidenta brasileña Dilma Rousseff realizó una visita al Vaticano para asistir a la inauguración del Papa Francisco, el primer Papa latinoamericano y sudamericano. En julio de 2013, el Papa Francisco realizó una visita de 5 días a Brasil, su primer viaje papal después de convertirse en Papa en marzo de 2013. En febrero de 2014, la Presidenta Rousseff realizó una segunda visita al Vaticano.
En abril de 2025, el presidente Lula da Silva asistió al funeral del Papa Francisco en el Vaticano.

## Visitas de alto nivel

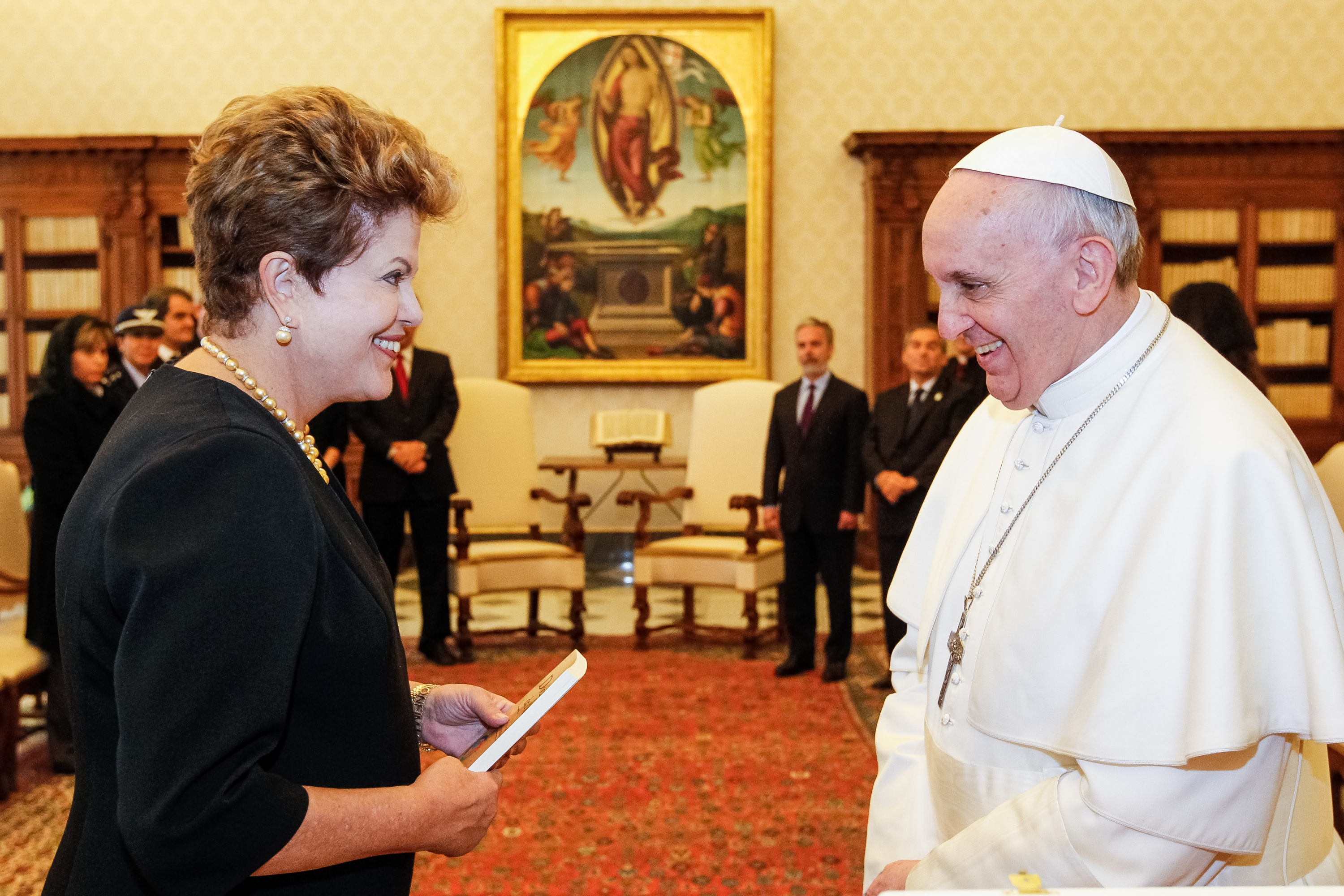
La Presidenta brasileña Dilma Rousseff con el recién elegido Papa Francisco en el Vaticano; marzo de 2013.

Visitas alto nivel de Brasil a la Santa Sede
- Emperador Pedro II de Brasil (1871)
- Presidente José Sarney (1986)
- Presidente Fernando Collor de Mello (1990)
- Presidente Fernando Henrique Cardoso (1997)
- Presidente Luiz Inácio Lula da Silva (2005, 2008, 2023, 2025)
- Ministro de Relaciones Exteriores Antonio Patriota (2012)
- Presidenta Dilma Rousseff (2013, 2014)
- Vicepresidente Michel Temer (2014)

Visitas papales de la Santa Sede a Brasil
- Papa Juan Pablo II (1980, 1991, 1997)
- Papa Benedicto XVI (2007)
- Papa Francisco (2013)

## Misiones diplomáticas residentes
- Brasil tiene una embajada para la Santa Sede en Roma.[6]
- Santa Sede tiene un nuncio apostólico en Brasilia.

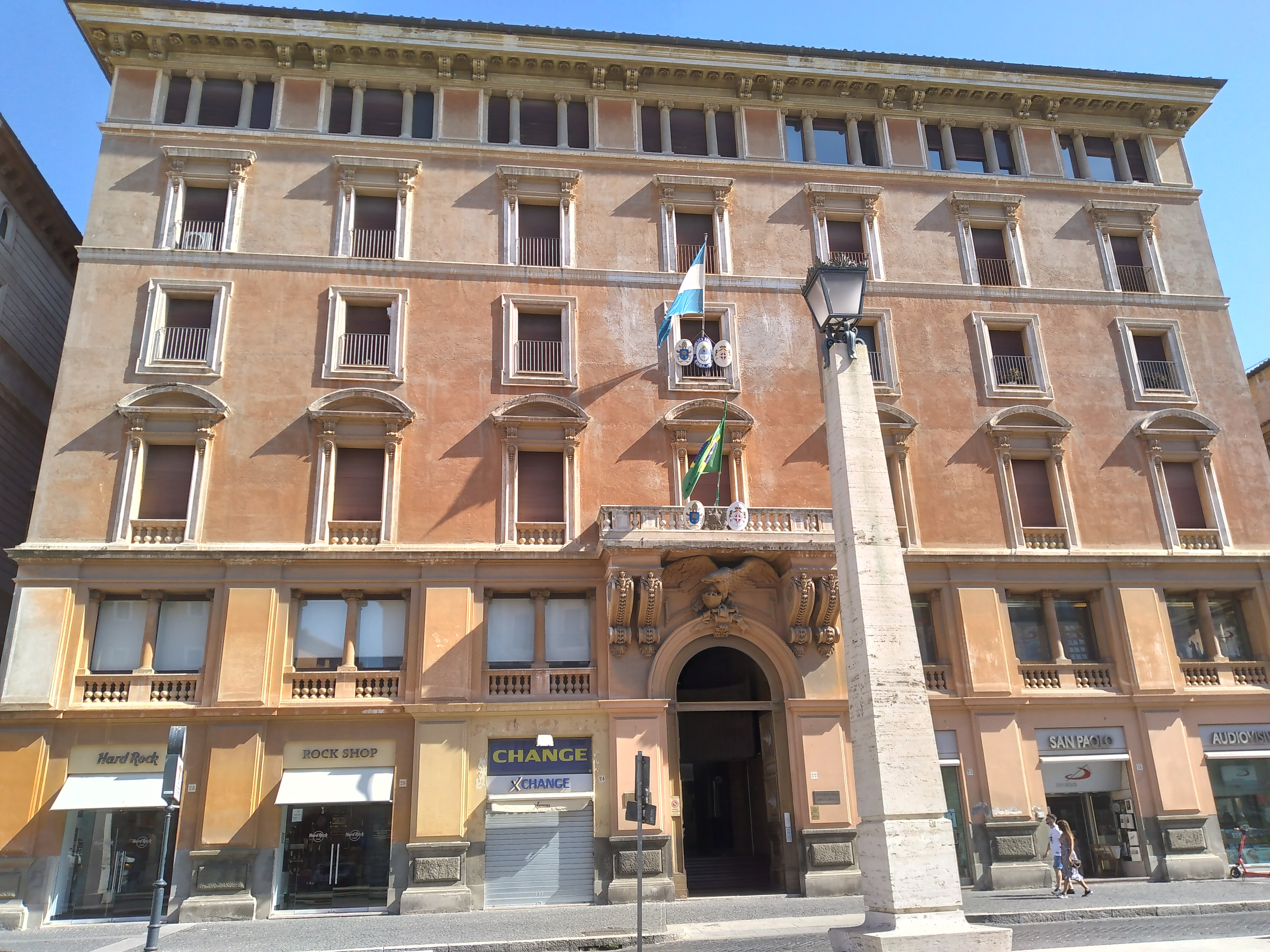
Embajada de Brasil ante la Santa Sede
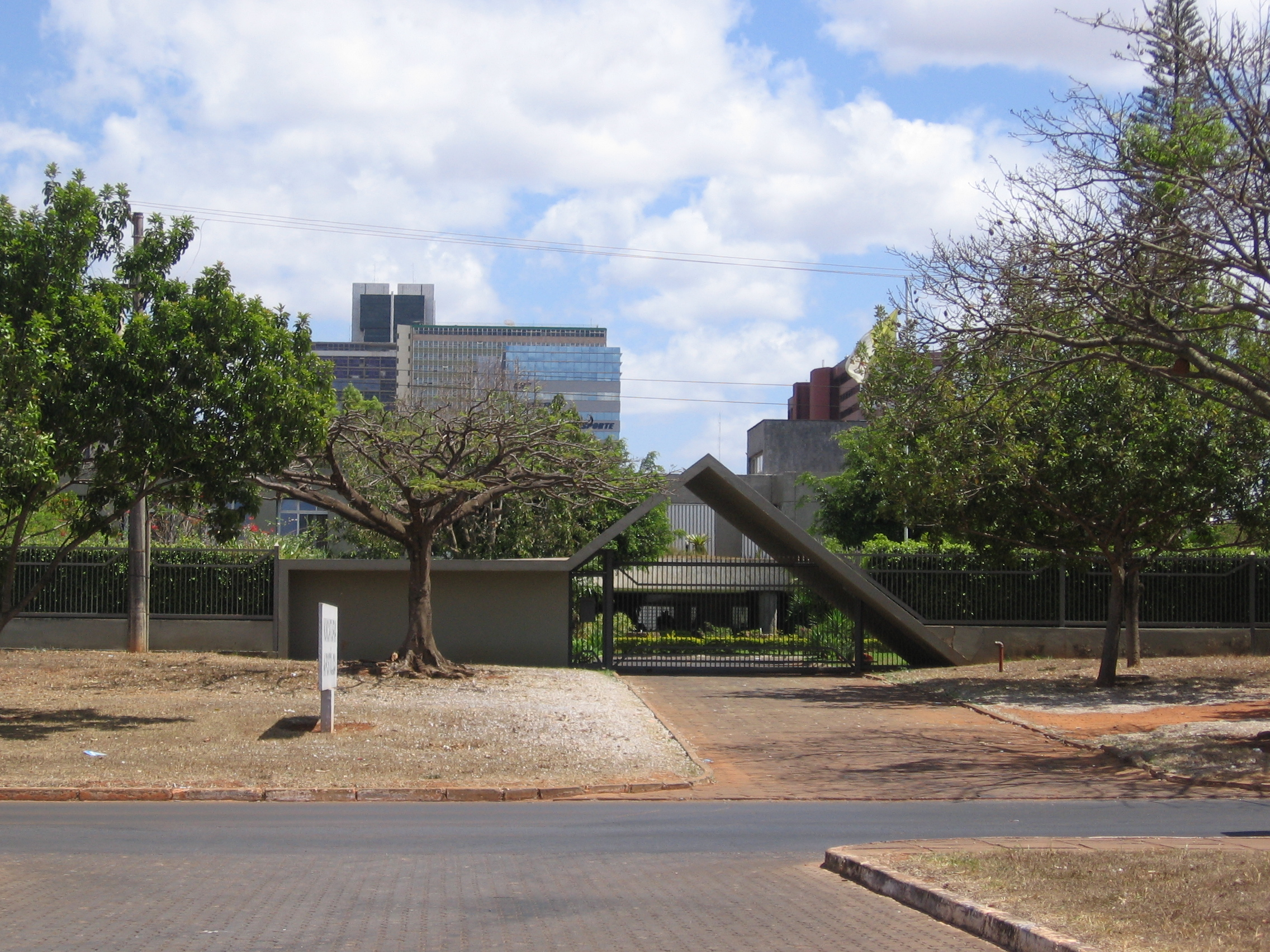
Nuncio Apostólico en Brasilia